# فینال جام در جام اروپا ۱۹۶۳
فینال جام در جام اروپا ۱۹۶۳، رقابت پایانی جام در جام اروپا در سال ۱۹۶۳ میلادی است که مابین دو تیم باشگاه فوتبال تاتنهام و باشگاه فوتبال اتلتیکو مادرید برگزار شده‌است.
این مسابقه که در تاریخ ۱۵ مه ۱۹۶۳ انجام شده‌است با نتیجه ۵ بر ۱ به سود تیم باشگاه فوتبال تاتنهام به پایان رسید.